# Place du 11-Novembre-1918 (Lyon)
Pour les articles homonymes, voir Place du 11-Novembre-1918.
La place du 11-Novembre-1918 est une place piétonne du 8e arrondissement de Lyon.

## Situation
Parvis de la médiathèque du Bachut, elle fait la jonction entre l'avenue Berthelot et la rue Marius Berliet. Elle est située en face de la place du Bachut, avec laquelle elle est parfois confondue.

## Origine du nom
La place est nommée en référence à l'armistice du 11 novembre 1918, signé dans la clairière de Rethondes, et qui acte la victoire des Alliés sur l'Allemagne.

## Histoire
Elle s'est d'abord appelée place du Bachut. Le nom actuel a été attribué à cette place par délibération municipale du 27 juillet 1964.